# Zonopimpla albicincta
Zonopimpla albicincta är en stekelart som beskrevs av William Harris Ashmead 1900. Zonopimpla albicincta ingår i släktet Zonopimpla och familjen brokparasitsteklar. Inga underarter finns listade i Catalogue of Life.